# Josephine Winslow Johnson
Pour les articles homonymes, voir Johnson.
Œuvres principales
- Novembre (1934)

Josephine Winslow Johnson, connue aussi sous le nom de Josephine Johnson, née le 20 juin 1910 à Kirkwood au Missouri et morte le 27 février 1990 à Batavia en Ohio, est une écrivaine américaine.

## Biographie
Elle fait ses études supérieures à l'université Washington de Saint-Louis. 
Elle obtient le Prix Pulitzer du roman en 1934 pour Now in November (Novembre), sont tout premier roman qu'elle a écrit alors qu'elle habitait dans le grenier de sa mère à Webster Groves au Missouri. La même année, elle remporte une mention au O. Henry Award de la meilleure nouvelle pour Dark et, l'année suivante, une troisième place au même prix pour John the Six. Ces deux nouvelles sont réunies dans le recueil Winter Orchard and Other Stories (1936).
Elle épouse Grant G. Cannon, le rédacteur en chef du Farm Quarterly en 1942 et enseigne pendant trois ans à l'université de l'Iowa.

## Œuvres

### Romans
- Now in November (1934) Publié en français sous le titre Novembre, traduit par Odette Micheli, Paris, Éditions Delamain et Boutelleau, 1938, 347 p. (BNF 32286868) ; réédition, Paris, Éditions Belfond, coll. « Vintage », 2017, 208 p.  (ISBN 978-2-7144-7433-9)
- Jordanstown (1937)
- Wildwood (1947)
- The Dark Traveler (1963)
- The Circle of Seasons (1974), en collaboration avec Dennis Stock

### Recueils de nouvelles
- Winter Orchard and Other Stories (1936)
- The Sorcerer's Son and Other Stories (1965)

### Poésie
- Year's End (1939)

### Essai
- The Inland Island (1969)

### Littérature d'enfance et de jeunesse
- Paulina Pot (1939)

### Mémoires
- Seven Houses: A Memoir of Time and Places (1973)